# Faculdades Dom Bosco
Faculdades Dom Bosco é uma instituição de ensino superior do Brasil, com sede em Resende, RJ.

## História
Fundada há mais de 50 anos, pelo Prof. Antônio Esteves, a Faculdade Dom Bosco é um complexo educacional, formado por 3 faculdades que oferecem 20 cursos de graduação, nas áreas de Educação/Saúde, Engenharias, Gestão e Negócios, Tecnologia da Informação, com o objetivo de formar profissionais qualificados para o mercado de trabalho na região, contribuindo com seu desenvolvimento, e com a elevação da competitividade e produtividade da economia local e regional.
Iniciou suas atividades em 1968 com a instalação da Faculdade de Ciências Econômicas Dom Bosco, que funcionou, provisoriamente, em salas do Colégio Dom Bosco, cedidas por seu diretor, Dr. João Vilella. Em 1971 iniciaram-se as obras de construção da sede própria, em terreno doado pelo Gal. Antenor O’Reilly, que foi inaugurada em 1972.
Em 1974, foi criada a Faculdade de Filosofia, Ciências e Letras Dom Bosco, oferecendo, inicialmente, os cursos de Pedagogia e Letras. Com a criação do Colégio de Aplicação, em 1993, e do Centro de Pesquisa, Pós-graduação e Extensão – CPGE, em 1998, passou a oferecer o ciclo completo do ensino, da pré-escola à pós-graduação.
Também em 1998 foi criada a Faculdade de Engenharia de Resende, oferecendo inicialmente o curso de Engenharia Elétrica-Eletrônica. Hoje, são cinco cursos de Engenharia, incluindo o de Produção Automotiva, pioneiro no Brasil, implantado em parceria com a MAN Latin America, ex-Volkswagen Caminhões e Ônibus.
As Faculdades Dom Bosco vem contribuindo efetivamente para o desenvolvimento socioeconômico e cultural da cidade e da região, e para a democratização do ensino superior no Sul Fluminense e municípios lindeiros de Minas Gerais e São Paulo, facilitando ao estudante do interior o acesso à faculdade.
"TRADIÇÃO E RENOVAÇÃO FORMAM A BASE DO ENSINO DE QUALIDADE" Prof. Antonio Esteves Fundador da Associação Educacional Dom Bosco

## Visão e Missão

### Visão
Formar o homem com elevado grau de consciência crítica, que lhe permita conhecer a realidade e agir sobre ela, com vistas a mudanças nas relações sociais.

### Missão
Formar profissionais de reconhecida qualidade e competência, contemplando as vertentes científica, técnica, social, ética e cultural.

## Cursos

### Educação/Saúde
- Ciências Biológicas (bacharelado / licenciatura)
- Enfermagem
- Educação Física (licenciatura)
- Letras
- Pedagogia

### Engenharia
- Automação Industrial (tecnológico)
- Engenharia Civil
- Engenharia Elétrica|Eletrônica
- Engenharia Mecânica
- Engenharia de Produção
- Gestão da Produção Industrial (tecnológico)

### Negócios
- Administração
- Ciências Contábeis
- Comunicação Social - Publicidade e Propaganda
- Ciências Econômicas
- Gestão de Recursos Humanos (tecnológico)
- Logística (tecnológico)

### Tecnologia da Informação
- Sistemas de Informação

## Infraestrutura Física
O campus ocupa uma área de 22 mil m². Sua área construída é de aproximadamente 12 mil m², distribuídas da seguinte forma:
- Bloco 01
- Bloco 02
- Bloco 03
- Bloco 04 - Edifício Gen. O’Reilly
- Bloco 05 - Edifício Dr. Prof. Ercílio Matias Galhardo
- Complexo de Laboratórios dos Cursos de Engenharia

- Arena AEDB - Quadra Poliesportiva, espaço para eventos, salas multiuso (Em construção)

Para as atividades culturais e eventos acadêmicos e científicos, conta com o Corredor Cultural e um auditório para 230 pessoas. Os espaços de convivência incluem o restaurante universitário, a cantina, pilotis multiuso e amplas áreas ajardinadas.
Para facilitar o acesso das pessoas portadoras de deficiência aos espaços e equipamentos de uso coletivo, foram feitas adequações ao projeto arquitetônico do campus, com a instalação de elevadores e rampas, banheiros adaptados e vagas reservadas no estacionamento.

### Biblioteca
Constituída de área administrativa, guarda-volumes, salas de leitura, salão de leitura individual (cabines) e área do acervo com mais de 51 mil livros, opera com o programa PERGAMUM-Sistema Integrado de Bibliotecas, que é um sistema informatizado de gerenciamento de dados, que facilita a gestão dos centros de informação, melhorando a rotina diária com os seus usuários; conta com ambiente wireless em toda sua área, catraca eletrônica para o controle de acesso e do acervo e área de acessibilidade com computadores adaptados ao deficiente visual através o software Dos-Vox e espaço para o deficiente motor.

### Laboratórios
- 09 Laboratórios de informática com mais 220 computadores, todos conectados à Internet;
- Laboratório de Física
- Laboratório de Química
- Laboratório de Eletromecânica
- Laboratório de TCC
- Laboratório de Eletrônica Industrial
- Laboratório de Microscopia
- Laboratório de Ciências da Natureza
- Laboratório de Saúde Humana
- Brinquedoteca
- Laboratório Ensino de Alfabetização
- Laboratório de Psicomotricidade
- Sala de Artes
- Sala Verde
- Laboratório de Línguas

### Núcleo de Competitividade Industrial
NCI, com os objetivos de elaborar projetos que visem implantar e colocar em prática a manutenção das unidades produtivas integradas de bens e serviços, envolvendo fatores de produção, utilizando ferramentas de avaliação e indicadores que preveem os resultados obtidos destes sistemas, estabelecer soluções de otimização da produtividade, qualidade e competitividade Industrial e produzir conhecimento científico visando aprimorar o domínio sobre a produtividade qualidade e competitividade industrial.

### Núcleo Integrado de Comunicação
NIC, que visa à prática profissional de produção e captação de imagens em foto e vídeo em condições modernas atendendo as necessidades da docência bem como o aprendizado dos alunos do Curso de Comunicação Social, o mesmo é composto por:
- Sala Estúdio de Fotografia e Fundo Recorte e Fundo Infinito que possui estrutura e grid aéreo e box truss de iluminação para produção de Imagem e Vídeo;
- Sala Laboratório de Edição de Imagem e Vídeo;
- Sala Laboratório de Edição de áudio da Rádio WEB com ilha e mesa de som, cabine de locução off com bancada e microfones para até 04 participantes
- Estúdio Vídeo Aula para entrevistas com bancada e microfones para 06 participantes p/ captação e produção Ead;
- Sala de Coordenação de Publicidade e Propaganda Institucional;
- Sala de Coordenação de laboratório de imagem
- Agência Experimental para produção Editorial e Gráfica, no 2º andar desse mesmo prédio.
- Edifício Dr. Prof. Ercílio Matias Galhardo

### Complexo de Laboratórios dos Cursos da área de Engenharia
Composto por diversos laboratórios que atendem aos acadêmico dos Cursos de Engenharia de Produção Automotiva, Engenharia Elétrica-eletrônica, Engenharia de Produção, Engenharia Mecânica, Engenharia Civil e Tecnologia em Automação Industrial.
- Laboratório de Chaparia e Pintura,
- Laboratório de Instrumentação Industrial
- Laboratório de Mecânica Automotiva
- Laboratório MiniBaja
- Laboratório de Hidráulica e Pneumática
- Laboratório de Automação
- Laboratório de Eletricidade e Eletrônica
- Laboratório de Materiais de Construção
- Laboratório de Mecânica dos Solos

Todo o campus está dotado de um eficiente sistema de combate a Incêndio, monitorado 24h por sistema de CFTV e sistema de controle de acesso em nossa portaria, visando a segurança de nossos alunos, funcionários, fornecedores e visitantes. Contamos ainda com um moderno gerador de energia elétrica para atender nossas necessidades de emergência e uma moderna central telefônica.

## Responsabilidade Social
A prática de ações de responsabilidade social é um dos pontos fortes da AEDB. São desenvolvidas diversas atividades de apoio à comunidade, com o envolvimento de alunos e professores, que são continuamente estimulados a participar de ações comunitárias de cunho social e/ou ambiental.
Assim, a AEDB procura formar profissionais que, antes de tudo, sejam cidadãos participativos, comprometidos com as causas sociais e capazes de transformar a realidade que os cerca.

## Projetos Socioambientais
- Apoio ao Asilo Nicolino Gulhot para Velhice Desamparada

A AEDB vem apoiando, continuadamente, o Asilo de Resende, cedendo espaço para a realização do curso de Cuidador de Idosos, promovido por essa instituição anualmente, com o objetivo de capacitar pessoas a cuidar adequadamente do idoso. A renda com as inscrições dos alunos é revertida para o Asilo.
- Programa Integrado de Assistência Social para a Vila Vicentina

Programa envolvendo alunos e professores das Faculdades Dom Bosco, de apoio à Conferência Vicentina de São Maurício, responsável pela administração da Vila Vicentina, onde moram 30 famílias carentes. A Conferência é integrada por cadetes da Academia Militar das Agulhas Negras.
Dentro desse projeto, destacamos algumas ações em 2013, como atividade socioambiental, incluindo plantio de árvores frutíferas na Vila Vicentina no Dia da Árvore; e disponibilização de vagas para jovens moradores da Vila no curso de Pintura Automotiva e no curso de reforço em Matemática, oferecidos pela AEDB.
- Projeto Escola Inclusiva – Oportunidade para todos

Projeto desenvolvido em parceria com a Secretaria Municipal de Educação de Resende, envolvendo alunos dos cursos de Pedagogia e de Letras, para atender crianças com dificuldade de aprendizagem e aquelas com necessidades educativas especiais, matriculadas na rede municipal de ensino.
- Campanha Atitude Legal

A AEDB vem realizando, anualmente, a Campanha Atitude Legal, que é o trote solidário para a recepção dos novos alunos, realizado no início do ano letivo, com a participação de toda a comunidade acadêmica.
Em 2012, a campanha arrecadou 700 kg de alimentos não perecíveis, que foram distribuídos para instituições beneficentes de Resende; e cerca de 100 alunos calouros doaram sangue para o hemonúcleo do Hospital de Emergência de Resende, dentro da ação social “Universitário Sangue Bom”.
Em 2013, a Campanha Atitude Legal arrecadou 6.291 pacotes de fralda e 283 latas de leite em pó. O material foi distribuído para entidades assistenciais de Resende.
A Campanha, em 2014, desenvolvida em parceria com Rotary Club de Resende, consiste na coleta de lacres de latas de cerveja, sucos ou refrigerantes, para troca por cadeira de rodas.
- Projeto Parque Nacional do Itatiaia vai à Escola

Projeto interdisciplinar desenvolvido em parceria com o Parque Nacional do Itatiaia, que tem por objetivo preparar alunos de escolas da rede pública dos municípios de Resende, Itatiaia, Porto Real, Quatis, Liberdade e Bocainha de Minas para visitar o Parque com o olhar da educação ambiental.
Em 2013, o Projeto foi implementado em uma escola de Resende e 11 de Itatiaia, envolvendo cerca de 450 alunos da 6ª e 7ª séries, incluindo atividades em sala de aula e visitas orientadas ao Parque, na área do Pico das Agulhas Negras. O Projeto é desenvolvido pelo CPGE com a participação dos alunos dos cursos de Biologia, Pedagogia e Letras.
- Projeto Sala Verde

Instalação da Sala Verde Tymburibá com a chancela do Ministério do Meio Ambiente. Trata-se de um espaço socioambiental, para atuar como centro de informação e formação ambiental, para a construção de sociedades sustentáveis.
A Sala Verde pretende ser um centro de referência para pesquisa e estudos sobre o meio ambiente e a cultura local e regional, envolvendo as Unidades de Conservação e as escolas da região. O acervo da Sala Verde se constituirá de publicações didáticas na área ambiental, fornecidas pelo Ministério do Meio Ambiente. Esse acervo será disponibilizado ao público interessado de Resende e cidades vizinhas.
- Apoio à Santa Casa

A AEDB tem apoiado a Santa Casa de Resende em situações críticas. Em 2010, apoiou substancialmente o projeto Padrinhos da Santa Casa, que teve por finalidade captar recursos para a reforma das instalações do hospital. Em 2011, alunos do curso de Engenharia Elétrica-Eletrônica elaboraram projeto para substituição da rede elétrica da Santa Casa.
- Participação em Conselhos consultivos

AEDB cumpre seu papel de instituição integrada à comunidade, também participando ativamente dos seguintes Conselhos Municipais consultivos de Resende: de Educação, do Meio Ambiente e dos Direitos da Pessoa com Deficiência. Tem representação, ainda, no Conselho de Meio Ambiente do município de Quatis. Esta é uma forma da AEDB participar da construção das políticas públicas dos municípios, nas áreas de atuação desses Conselhos.
Também é membro titular do Conselho Consultivo do Parque Nacional do Itatiaia; e faz parte da Câmara Técnica de Educação Ambiental desse Conselho.
- Parceria com a Prefeitura de Resende

Cessão de salas de aula e do auditório do campus para diversas atividades pedagógicas e outros eventos abertos à comunidade, promovidos pela Prefeitura de Resende.